# Stewart SF02
La Stewart SF02 è una vettura di Formula 1, con cui la scuderia britannica affronta il 1998.

## Stagione
Vengono confermati i piloti della stagione precedente, Rubens Barrichello e Jan Magnussen. Il danese viene però sostituito da Jos Verstappen dal Gran Premio di Francia. 
Si tratta di una stagione difficile per il team di Jackie Stewart: i migliori risultati sono due quinti posti di Barrichello (Spagna e Canada). La stagione si conclude all'8º posto, e la squadra non riesce a ripetere gli exploit mostrati nella stagione di esordio.

## Risultati completi in Formula 1
| Anno | Team               | Motore          | Gomme | Piloti      |     |     |     |     |    |     |   |    |     |     |     |     |     |     |    |     | Punti | Pos. |
| ---- | ------------------ | --------------- | ----- | ----------- | --- | --- | --- | --- | -- | --- | - | -- | --- | --- | --- | --- | --- | --- | -- | --- | ----- | ---- |
| 1998 | Stewart Grand Prix | Ford VJ Zetec-R | B     | Barrichello | Rit | Rit | 10  | Rit | 5  | Rit | 5 | 10 | Rit | Rit | Rit | Rit | NP  | 10  | 11 | Rit | 5     | 8º   |
| 1998 | Stewart Grand Prix | Ford VJ Zetec-R | B     | Magnussen   | Rit | 10  | Rit | Rit | 12 | Rit | 6 |    |     |     |     |     |     |     |    |     | 5     | 8º   |
| 1998 | Stewart Grand Prix | Ford VJ Zetec-R | B     | Verstappen  |     |     |     |     |    |     |   | 12 | Rit | Rit | Rit | 13  | Rit | Rit | 13 | Rit | 5     | 8º   |